# Артюхов, Иван Александрович
Иван Александрович Артюхов (укр. Іван Олександрович Артюхов; 23 февраля 1907 — 3 февраля 1977) — советский украинский военный, участник партизанского движения на Украине во время Великой Отечественной войны.

## Биография
Родился в селе Филипково Калужской области. 26 августа 1941 года Шосткинский городской комитет компартии Украины оставил его как опытного организатора в городе Шостка для формирования партизанского движения в районе. Командовал взводом, ротой, отрядом.
По информации Центрального комитета компартии Украины, 21 августа 1942 года группа Артюхова на железной дороге Брянск-Конотоп, в районе станции Кролевец, пустила под откос немецкий эшелон с боеприпасами, 2 зенитными пушками, убито и ранено 60 человек охраны эшелона. В июне 1942 года отряд влился в соединение под командованием А. Н. Сабурова. С мая 1943 года — командир отряда имени С. Будённого.
28 февраля 1944 года решением Центрального комитета компартии Украины возглавил созданное на базе отряда партизанское соединение имени С. Будённого. В новое соединение численностью более 500 человек вошли отряды имени Ворошилова, Котовского, Сарнского из соединения Сабурова. Перед соединением поставили задачу выйти в тыл противника на территорию Львовской области с последующим переходом в Станиславскую область, а затем проводить диверсии на дорогах, вести разведку, агитировать население. Соединение под руководством Артюхова осуществило рейд по Волынской и Львовской областям и Люблинскому воеводству (Польша).
1 марта 1944 года соединение выдвинулось из района Колки (50 км северо-восточнее Луцка), 3 марта 1944 года форсировало реку Турья и перешло линию фронта в районе село Сошично (50 км северо-восточнее Ковеля). Соединение перешло шоссейную и железную дороги Ковель — Брест и 9 марта достигло села Старая Гутка (60 км северо-западнее Ковеля). С 9 по 15 марта 1944 года соединение провело несколько мелких боёв с украинскими националистами. К концу марта соединение вышло на территорию Львовской области.
С 1944 года — на партийной и хозяйственной работе. Награждён тремя орденами Красного Знамени и другими наградами.
Умер в Киеве.